# مجموعة السلامة البيئية

تجمعات الحزب.

مجموعة السلامة البيئية (بالإنجليزية: Environmental Integrity Group، تُعرف اختصارًا بـ EIG) هي مجموعة تفاوضية تتكون من 6 أطراف في اتفاقية الأمم المتحدة الإطارية بشأن تغير المناخ. عندما تم تشكيلها في عام 2000، كانت تتألف فقط من سويسرا وكوريا والمكسيك.

## التاريخ
بدأت سويسرا مجموعة النزاهة البيئية خلال مفاوضات بروتوكول كيوتو، حيث سُمح فقط للمجموعات الحزبية بالتفاوض. لم تكن سويسرا جزءًا من أي مجموعة ولم يرغبوا في الانضمام إلى مجموعة المظلة. لذلك أعلنت سويسرا تشكيل المجموعة ودعت أطرافًا مستقلة أخرى للانضمام.

## الطلبات المشتركة
- 2016 بشأن مسائل الجرد العالمي (GST) [3]

## الأعضاء
- 2000  سويسرا (عضو مؤسس)
- 2000  جمهورية كوريا (عضو مؤسس)
- 2000  المكسيك (عضو مؤسس)
- 20؟ ؟؟؟  ليختنشتاين
- 20؟ ؟؟؟  موناكو
- 2017  جورجيا [4]